# Obituary

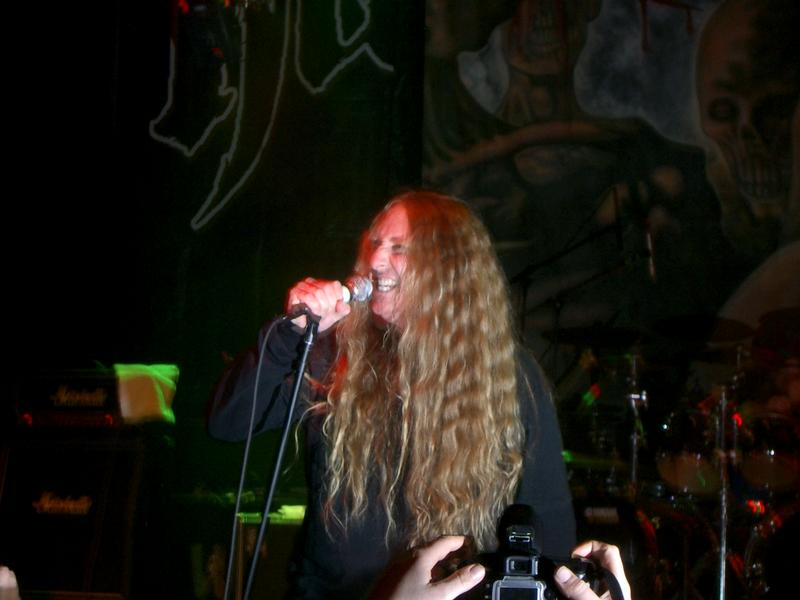
John Tardy Live (2005)

Obituary (engl. für ‚Nachruf‘) ist eine Death-Metal-Band, die 1984 in Brandon (Florida) gegründet wurde. Sie gehört zu den wichtigen und einflussreichen Vertretern des Florida Death Metals.

## Bandgeschichte

### Gründungsphase
1984 gründeten die Brüder Donald (* 28. Januar 1970) und John Tardy (* 15. März 1968) in Brandon (Florida) die Band unter dem Namen Executioner und veröffentlichten Anfang 1985 ein Demo mit dem Titel Metal Up Your Ass. Nach verschiedenen Besetzungswechseln kamen die Gitarristen Allan West und J.P. Chartier von Massacre sowie Bassist Jerome Grable hinzu. In dieser Besetzung wurde 1986 das zweite Demo aufgenommen. Chartier und Grable verließen die Band und wurden durch Trevor Peres und Daniel Tucker ersetzt. Weil die New Yorker Hardcore-Band Executioner gerade ihr Debütalbum veröffentlicht hatte, benannte sich das Quintett im Sommer 1987 in Xecutioner um. Unter diesem Namen nahm die Band ein weiteres Demo auf und war neben Sadus und R.A.V.A.G.E. an einem Sampler unter dem Titel Raging Death beteiligt. Aus den drei beteiligten Bands wählte Roadrunner Records Xecutioner aus und nahm sie unter Vertrag. Unter Leitung von Scott Burns wurden 1988 im Morrisound-Studio vier neue Titel aufgenommen, die Anfang 1989 zusammen mit den Stücken vom Sampler Raging Steel als Debütalbum Slowly We Rot erschienen. Kurz vor der Veröffentlichung benannte sich die Band in Obituary um.

### Die ersten aktiven Jahre
Im Sommer 1989 wurde das Debütalbum veröffentlicht und stieß sowohl bei Kritikern als auch bei Fans auf durchweg positive Kritiken. Kurz nach Veröffentlichung des Albums verschwand Bassist Daniel Tucker spurlos, tauchte aber nach einigen Monaten wieder auf. Auf Grund seines psychisch labilen Zustandes sah sich die Band gezwungen, sich nach einem neuen Bassisten umzusehen, den sie in Frank Watkins von Hellwitch fanden. Anfang 1990 musste Gitarrist Allen West aus persönlichen Gründen die Band verlassen und erst kurz vor dem Beginn der Aufnahmen zum zweiten Album Cause of Death konnte James Murphy von Death als Leadgitarrist verpflichtet werden, sodass die Scheibe Ende dieses Jahres erschien. Als Hommage an ihre Vorbilder Celtic Frost enthält das Album eine Coverversion von Circle of the Tyrants.
Anfang 1991 verließ James Murphy die Band wieder und wechselte zu Cancer. Mittlerweile hatte Allen West seine familiären Probleme geklärt und kehrte zur Band zurück und es folgte eine Europa-Tour mit Demolition Hammer und Morgoth. Danach begann die Band damit, die Stücke zum dritten Studioalbum The End Complete zu schreiben, das 1992 veröffentlicht wurde. Es ist bis heute das kommerziell erfolgreichste Album der Bandgeschichte. Auf der folgenden Tournee mit Napalm Death schlossen sich Trevor Peres und Donald Tardy dem Projekt Meathook Seed an und nahmen 1993 Embedded auf, bevor 1994 das vierte Obituary-Album World Demise erschien. Die Verkaufszahlen dieses Albums reichten allerdings nicht an die von The End Complete heran und der kommerzielle Durchbruch blieb weiter aus. Bereits kursierende Gerüchte, dass die Band sich aufgelöst hat, wurden von der Plattenfirma stets dementiert. 1997 erschien schließlich Back from the Dead, das erstmals nicht unter der Leitung von Musikproduzent Scott Burns und außerhalb von Tampa in Miami aufgenommen wurde. Nachdem Anfang 1998 noch ein Live-Album erschienen war, beschlossen die Musiker, die Band für einige Zeit auf Eis zu legen. Hauptgründe dafür waren, dass die Musiker nicht von dem Geld leben konnten, das sie mit der Band verdienten, und die mangelnde Unterstützung durch ihre Plattenfirma.

### Von der Wiedervereinigung bis heute
Aus der ursprünglich nur für ein paar Monate geplanten Auszeit wurden schließlich mehrere Jahre. Ein Teil der Musiker spielte zwischenzeitlich in anderen Bands: Donald Tardy bei Andrew W. K., Trevor Peres bei Catastrophic und Allen West bei Lowbrow und Six Feet Under. John Tardy war Inhaber einer Computerfirma und Frank Watkins arbeitete als Börsenmakler. Anlässlich einer Show seiner Band beim Ozzfest 2001 bat Donald Tardy seinen Bruder John und Bassist Frank Watkins, mit ihm auf der Bühne ein paar Stücke zu spielen. Gemeinsam mit Andrew W. K. spielte das Trio ein Medley aus fünf Titeln. Dies kann als Auslöser für die Wiederbelebung der Band angesehen werden. Der erste Liveauftritt folgte 2004 anlässlich des Sun & Steel-Festivals in Tampa und wenige Wochen später spielte man eine Show in New Jersey. Die guten Resonanzen des Publikums veranlassten die Band schließlich, sich zu reformieren.
Das Comeback-Album Frozen in Time war sehr erfolgreich und stieg bis auf Platz 93 der deutschen Album-Charts. Das Artwork stammte ebenso wie die Cover von The End Complete und Anthology von Andreas Marschall. Im August 2005 verließ Gründungsmitglied Allen West die Band. Der Grund dafür war, dass er während eines Konzertes beim Hole in the Sky Festival in Norwegen betrunken gewesen sein soll, was zu massiven Beschwerden von Fans über den Auftritt der Band geführt hatte. Im Jahr 2006 kehrte West jedoch in die Band zurück.
2007 veröffentlichte die Band das insgesamt siebte Studioalbum Xecutioner’s Return. Allen West konnte an den Aufnahmen nicht teilnehmen, da er von Mai 2007 bis Februar 2008 wegen wiederholten Verstoßes gegen seine Bewährungsauflagen im Gefängnis saß. Für die Aufnahmen zu Xecutioner’s Return wurde Mitte 2007 Ralph Santolla von Deicide engagiert. Als Allen West auch nach seiner Haftentlassung nicht zur Band zurückkehrte, wurde Santolla festes Bandmitglied. Mitte 2008 nahm die Band eine EP mit dem Titel Left to Die auf, die im September 2008 erschien.
Im März 2009 veröffentlichten die Brüder Tardy unter dem Namen Tardy Brothers via Candlelight Records das Album Bloodline. Als Gitarrist wurde Jerry Tidwell verpflichtet, der seinerzeit zur Urbesetzung von Xecutioner gehörte.
Kenny Andrews spielte zunächst 2009 aushilfsweise Bass (2009 für Frank Watkins) und Gitarre (2011 für Ralph Santolla) für die Band und ist mittlerweile (seit 2012) fester zweiter Gitarrist. Bei den Auftritten in Europa im Sommer 2010 wurde der Bass von Steve DiGiorgio gespielt. Im Herbst 2013 initiierte die Band eine Crowdfunding-Kampagne auf der Plattform Kickstarter, um Geld für die Produktion eines neuen Studioalbums zu sammeln. Innerhalb weniger Tage kamen etwas mehr als 60.000 US-Dollar zusammen. Da jedoch nicht von allen Spendern das Geld tatsächlich einging, standen Obituary tatsächlich nur rund 45.000 US-Dollar für die Produktion zur Verfügung. Ende Oktober 2014 erschien das Album mit dem Titel Inked in Blood über Relapse Records.
Im März 2017 erschien das Album Obituary (ebenfalls auf Relapse Records). Es erreichte mit Platz 24 von allen bisherigen Alben der Band die höchste Platzierung in den deutschen Album-Charts. Noch erfolgreicher war das im Jahr 2023 erschienene Album Dying of Everything.

## Stil
Obituary spielen überwiegend im mittleren Tempobereich angesiedelten Death Metal, für den Bands wie Possessed, Death, aber auch Slayer Pate gestanden haben. Zu den Haupteinflüssen zählen die Riffs und dissonanten Soli von Celtic Frosts Morbid Tales und der Stil ist geprägt von simplen und einprägsamen Gitarrenriffs sowie vom Gesang von John Tardy. Bemerkenswert ist, dass John Tardy auf den ersten drei Alben der Band zwar Wortfetzen growlt, aber keine vorgefertigten Texte verwendet. Die Band machte sich weniger um die Texte als um den Gesang Gedanken. Auf jeder auf das Debütalbum folgenden Veröffentlichung waren mehr und mehr vorformulierte Textzeilen zu hören. Back from the Dead enthält als erstes Album der Band durchweg Liedtexte.

## Galerie

Obituary, Besetzung live auf dem Party.San 2016
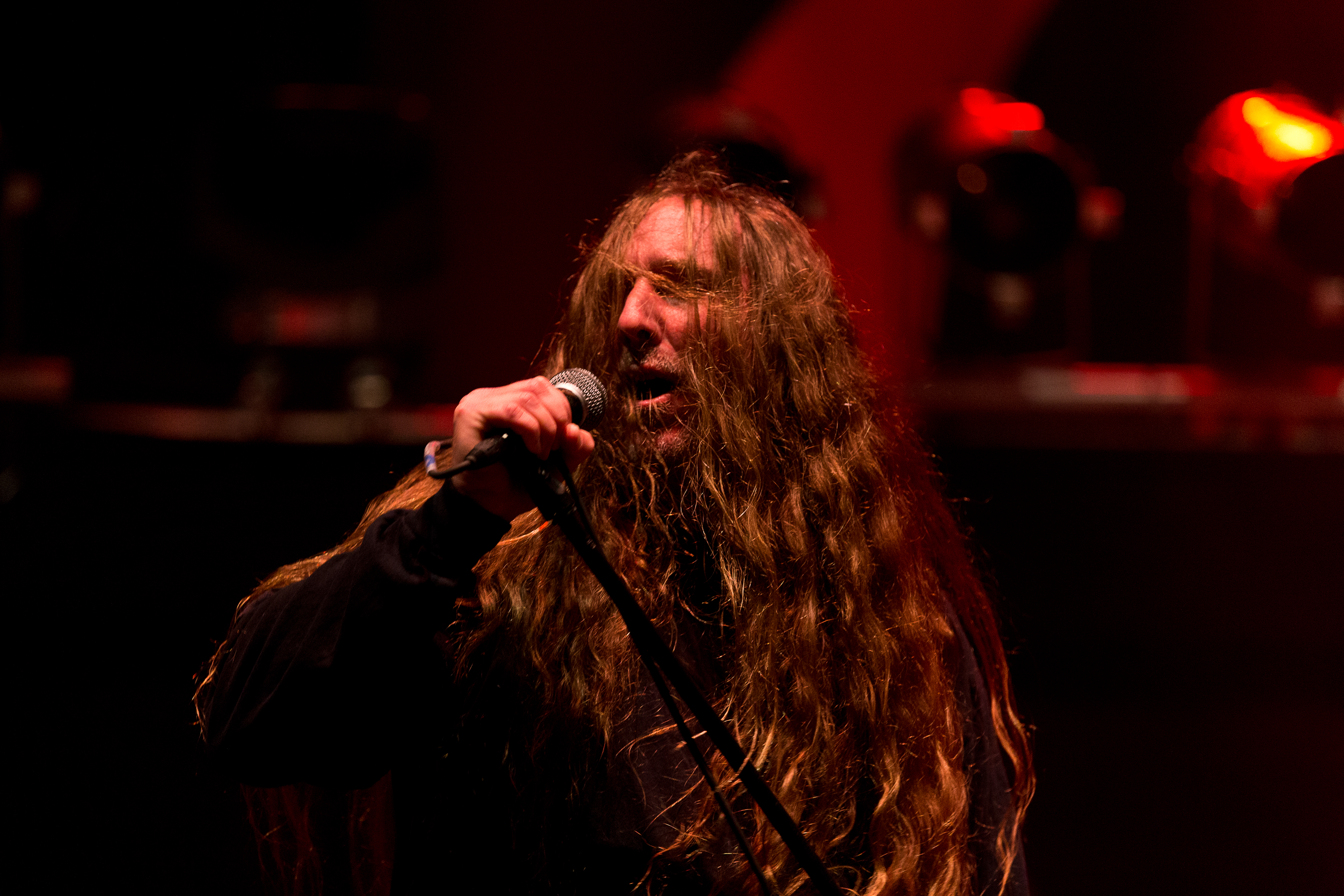
John Tardy
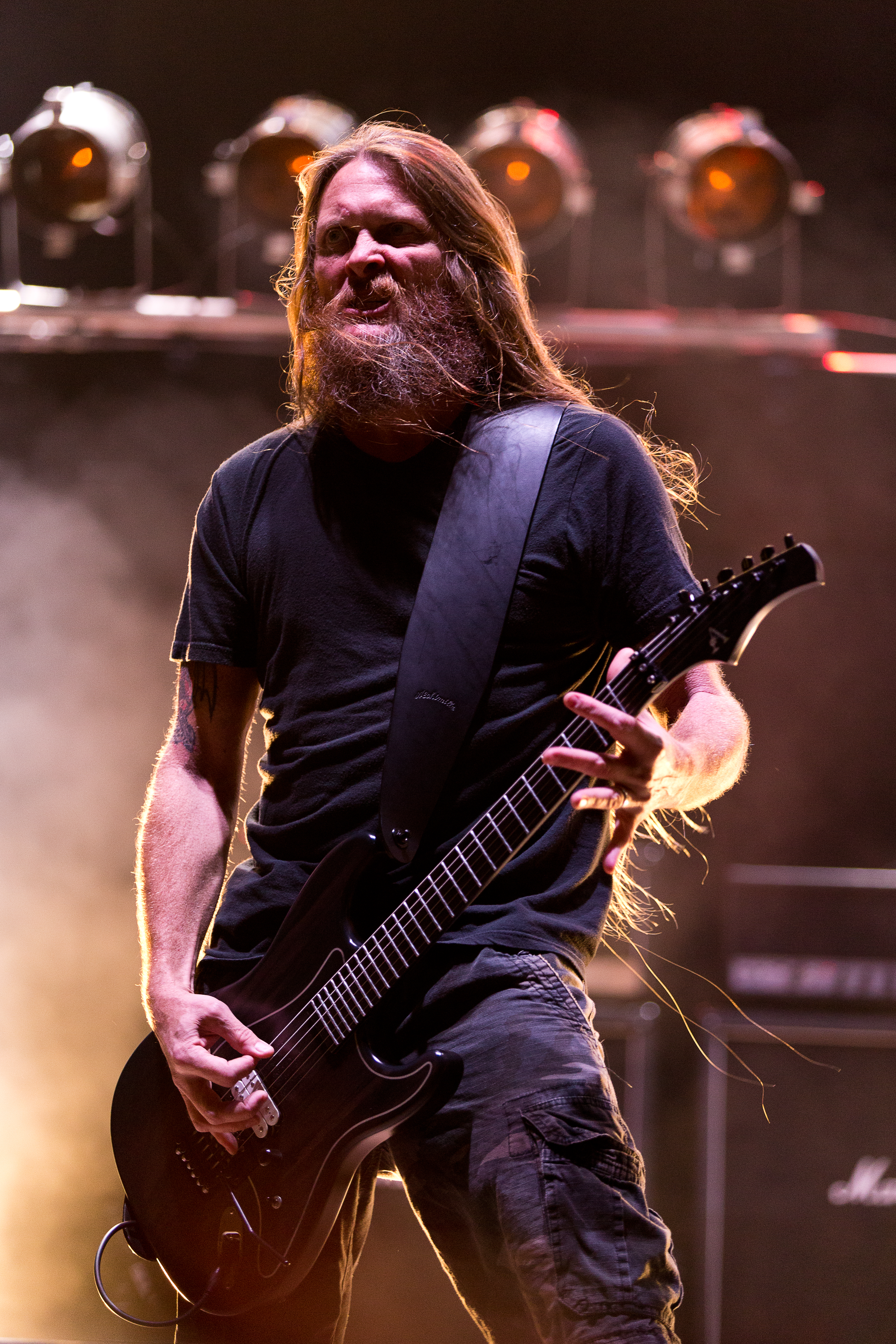
Trevor Peres
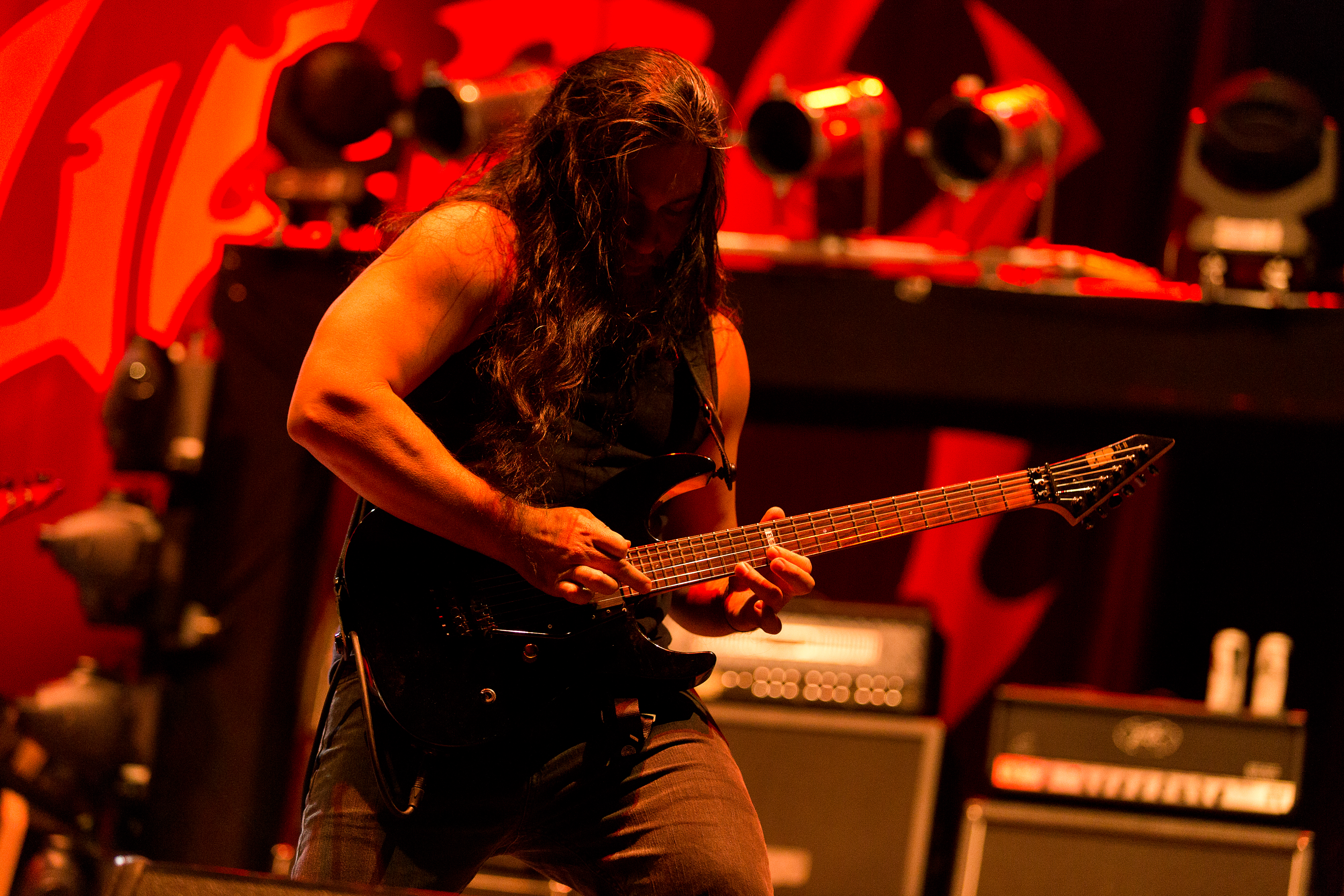
Kenny Andrews
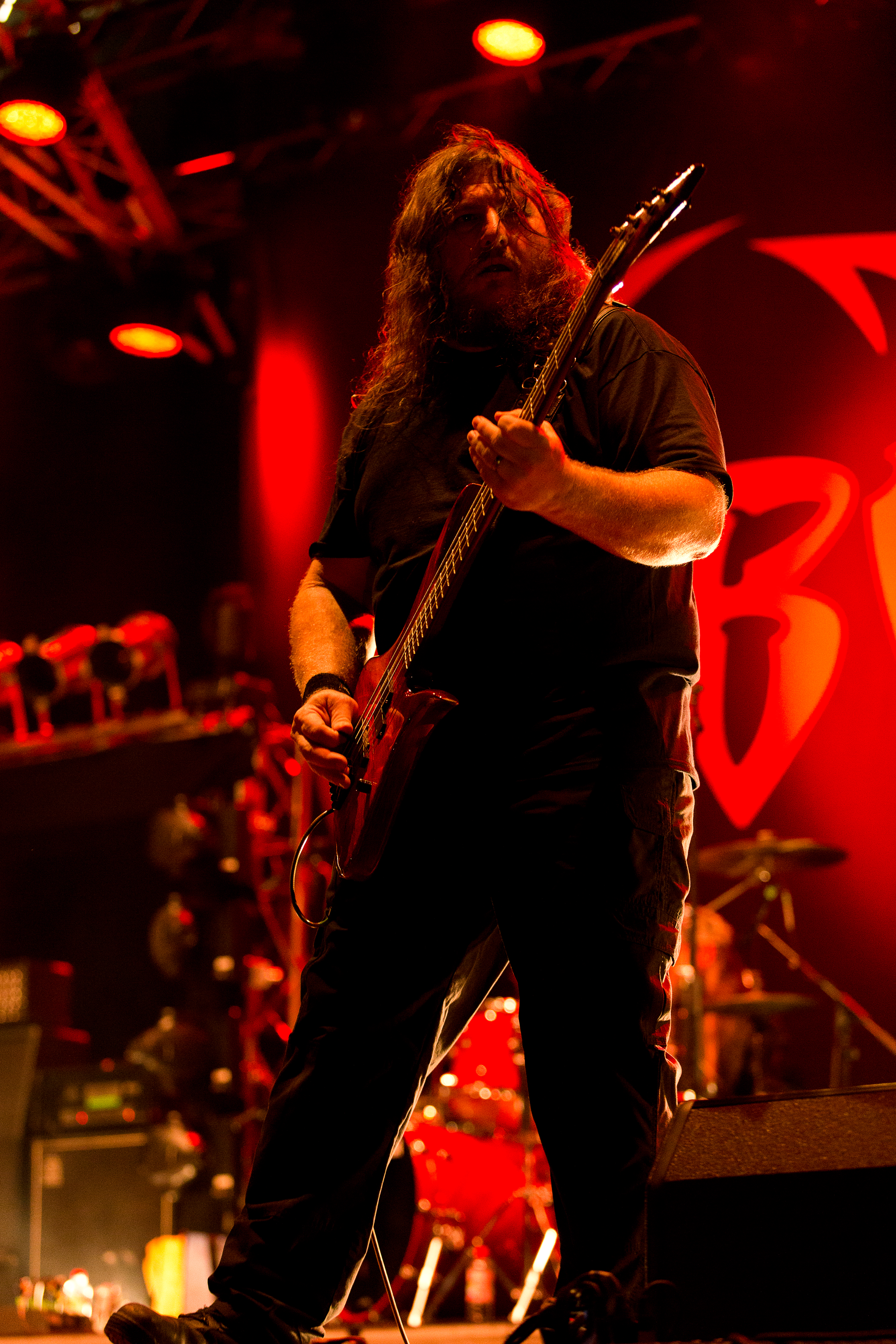
Terry Butler
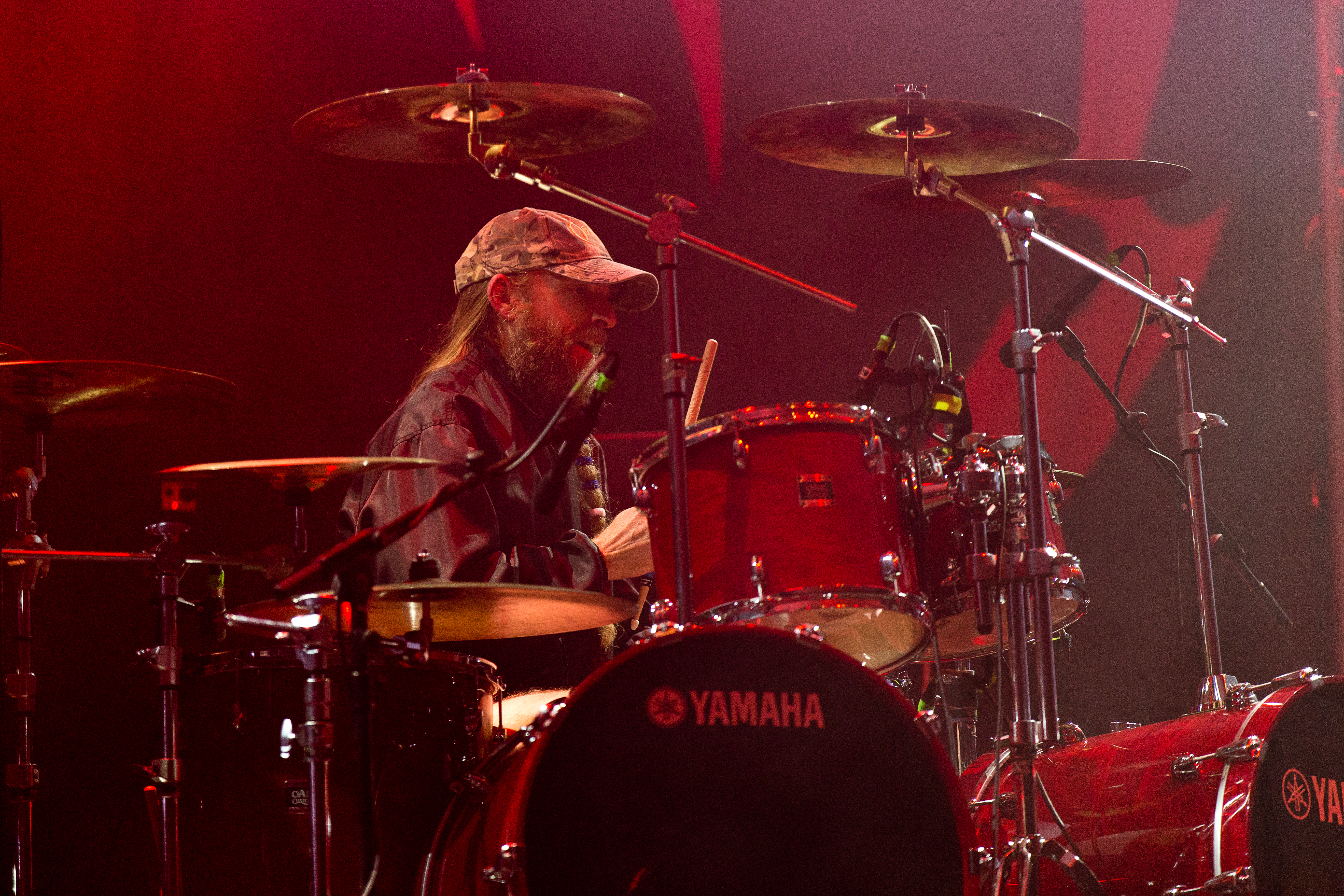
Donald Tardy

## Diskografie
Alben
- 1989: Slowly We Rot (Wiederveröffentlichung 1997)
- 1990: Cause of Death (Wiederveröffentlichung 1997)
- 1992: The End Complete (Wiederveröffentlichung 1998)
- 1994: World Demise (Wiederveröffentlichung 1998)
- 1997: Back from the Dead
- 2005: Frozen in Time
- 2007: Xecutioner’s Return
- 2009: Darkest Day
- 2014: Inked in Blood
- 2017: Obituary
- 2023: Dying of Everything

Livealben
- 1998: Dead

EPs
- 1994: Don’t Care
- 2008: Left to Die
- 2016: Ten Thousand Ways to Die

Kompilationen
- 2001: Anthology
- 2008: The Best of Obituary
- 2013: The Complete Roadrunner Collection 1989–2005